# Diphya albula
Diphya albula là một loài nhện trong họ Tetragnathidae.
Loài này thuộc chi Diphya. Diphya albula được miêu tả năm 1983 bởi Paik.